# Seweryn Pogroszewski
Seweryn Pogroszewski herbu Kolumna – chorąży bydgoski w latach 1665-1669, rotmistrz w 1660 roku.
Jako poseł na sejm elekcyjny 1669 roku z województwa podolskiego był elektorem Michała Korybuta Wiśniowieckiego z województwa podolskiego w 1669 roku.